# Tony Blair Institute for Global Change
Le Tony Blair Institute (TBI), communément connu sous son nom commercial Tony Blair Institute for Global Change, est une organisation à but non lucratif créée par l'ancien Premier ministre britannique Tony Blair pour aider à faire en sorte que la mondialisation profite au plus grand nombre, et non à quelques-uns. Il prétend aider les pays, leurs peuples et leurs gouvernements à relever certains des défis les plus difficiles du monde actuel. Réunissant les différentes organisations que Blair a créées après avoir quitté ses fonctions - The Tony Blair Governance Initiative et la Tony Blair Faith Foundation - ainsi que son travail sur le processus de paix au Moyen-Orient, établissant un nouveau domaine de travail : le renouvellement du Centre. L'intention de Blair était d'étendre l'activité de ces organisations, en réorientant la mission pour refléter le chevauchement entre l'extrémisme, la gouvernance, le Moyen-Orient et les politiques nécessaires pour lutter contre le populisme en Occident.

## Objectifs
L'organisation n'est pas un parti politique, mais elle est fortement influencée par l'idéologie et le style personnel de Tony Blair.
Blair a lancé l'Institut comme une "nouvelle plate-forme politique pour remplir le grand espace ouvert au milieu de la politique" visant à combattre un "populisme autoritaire effrayant" qui, selon lui, sape la croyance de l'Occident en la démocratie. Il a déclaré que l'organisation se concentrerait sur la redynamisation du terrain central, la lutte contre l'extrémisme religieux, la gouvernance africaine et la politique au Moyen-Orient.
Dans une interview accordée à The Guardian, l'ancien Premier ministre a déclaré que son Institut pour le changement global est plus qu'un groupe de réflexion puisqu'il viserait à armer les politiciens de premier plan avec des stratégies et des politiques pour reconstruire le centre et combattre le populisme causé par un changement culturel et révolte économique contre les effets de la mondialisation. Dans cette interview du 17 mars 2017, Blair déclare :
- Le "devoir essentiel" du parti travailliste était que le parti s'oppose à tout prix au Brexit, en gardant ouverte une option qui permet au peuple britannique de réfléchir à nouveau s'il n'aime pas l'accord obtenu (par) la Première ministre conservatrice Theresa May[4].
- Il n'était pas dans son intention de créer un mouvement comme En Marche ! véhicule créé par Emmanuel Macron en France, mais plutôt pour aider à créer un ensemble de politiques pour répondre aux inquiétudes des électeurs causées par la mondialisation, y compris la stagnation des revenus et la migration[4].

## Domaines politiques
L'Institut Tony Blair estime que l'extrémisme, la gouvernance, le Moyen-Orient et la lutte contre le populisme sont tous liés. Par exemple, il affirme que les pays ne se développeront pas là où l'extrémisme fleurit. Sans la paix au Moyen-Orient, les griefs continueront de s'envenimer et le conflit se propagera à d'autres pays. Les demandeurs d'asile ont également été utilisés par les populistes pour attiser la colère en Occident – et, surtout, ils disent que le centre doit faire face à ces problèmes et renouveler une politique d'espoir et d'optimisme, rejetant la peur et le pessimisme.

### Renouvellement du Centrisme
Dirigé par le politologue germano-américain Yascha Mounk, maître de conférences à Harvard, il travaille à revitaliser le centre de la politique et à équiper les dirigeants d'aujourd'hui pour lutter contre la montée du faux populisme, notamment en contrôlant la liberté d'expression,,. Se concentrant sur les grands défis politiques que présente la mondialisation, il vise à combattre le populisme et à revitaliser le centrisme grâce à un corpus de nouvelles réflexions politiques.

### Coexistence
Il travaille à promouvoir la coexistence et lutter contre l'extrémisme en s'attaquant à l'idéologie derrière la violence, pas seulement à la violence elle-même, et en se concentrant sur les réponses à l'extrémisme qui cherchent d'abord à comprendre l'idéologie sous-jacente, puis à y remédier en perturbant sa propagation, en réduisant son attrait et renforcer la résilience à ses messages.

### Moyen-Orient
Il dialogue avec des dirigeants israéliens et palestiniens et des responsables clés, des acteurs régionaux influents, des missions diplomatiques et des institutions multinationales, pour informer et guider la réflexion et la prise de décision. Développer et plaider pour des recommandations pratiques sur le processus de paix et pour améliorer les réalités économiques, politiques et humanitaires sur le terrain en Cisjordanie et à Gaza font partie de ses tâches. L'équipe se concentre également sur les efforts visant à permettre des discussions renouvelées et crédibles entre les gouvernements palestinien et israélien, y compris sur les questions urgentes liées à la stabilité économique et budgétaire de l'Autorité palestinienne, ainsi qu'à travailler avec les parties sur des idées pour stimuler l'Autorité palestinienne. économie. En 2021, il conclut un partenariat avec la Ligue islamique mondiale.
L'Institut Tony Blair a mis en garde contre la menace iranienne croissante. Selon l'Institut Tony Blair : « La vision du monde totalitaire et clivante née de la révolution iranienne de 1979… a été une force motrice d'instabilité et de violence pendant des années. À moins que les dirigeants occidentaux ne tirent les leçons de la révolution de 1979, la menace que représente l'Iran continuera de croître." .

### Gouvernance
Son travail de gouvernance se concentre sur la collaboration avec les gouvernements et les dirigeants des États fragiles, en développement et émergents pour améliorer leur efficacité. Il aide les gouvernements et les dirigeants à concrétiser leur vision du développement. Il participe à fournir des analyses, des commentaires et des enseignements tirés de leur travail avec les gouvernements des États fragiles, en développement et émergents.
L'Institut Tony Blair a des projets dans 14 pays africains, dont la population combinée dépasse 460 millions. Son travail de gouvernance est principalement programmatique. Tony Blair fournit des conseils aux dirigeants africains avec des conseillers du Tony Blair Institute travaillant dans les gouvernements, les aidant à mettre en œuvre leurs propres visions du développement.  Il met notamment au service des économies africaines son expérience acquise dans le gouvernement du Royaume-Uni, notamment dans le domaine de l'agriculture tropicale,. Au Mali, son action s'est toutefois heurtée aux protestations du Mouvement du 5 Juin - Rassemblement des forces patriotiques (M5-RFP).

## Politique sanitaire
Lors de la pandémie du Covid-19, Tony Blair met au service des pays en voie de développement son expertise dans le domaine de la santé, prévoyant dès 2020 l'évolution de l'infection,. Oracle s'associe à cette initiative en mettant la technologie du Cloud computing au service de la lutte contre des maladies comme la fièvre jaune.
Pendant l'été 2022, il estime que le port du masque devrait être à nouveau obligatoire au Royaume-Uni dès l'hiver 2022-2023.

## Financement
Blair a offert les réserves de son ancienne entreprise de conseil, « Tony Blair Associates », pour fournir le financement de démarrage de son nouvel institut. Le 21 juillet 2018, le Telegraph a rapporté que Blair avait signé un accord d'une valeur de 9 000 000 £ avec l'Arabie saoudite,,,. L'article cite un porte-parole disant que bien que l'Institut n'ait aucune obligation de divulguer les donateurs ou les dons, il a confirmé avoir reçu un don de Media Investment Ltd, une filiale du groupe saoudien de recherche et de marketing enregistré à Guernesey, pour financer son travail de modernisation et de réforme. pour une solution régionale au processus de paix ainsi que sur la gouvernance en Afrique et la promotion de la coexistence religieuse. L'Institut Tony Blair a confirmé avoir reçu des dons du département d'État américain et de l'Arabie saoudite. Il reçoit aussi des ressources de l'USAID et de la Fondation Bill-et-Melinda-Gates,. En 2021, l'Institut Tony Blair conseille une quinzaine de gouvernements africains (Rwanda, Guinée, Togo...), comprend 231 salariés et affiche un chiffre d'affaires de 46,3 millions de dollars.

## Organisations héritées
Le 1er décembre 2016, Blair a annoncé que « The Africa Governance Initiative » ; 'La Fondation Foi Tony Blair'; et son « Initiative pour le Moyen-Orient » feraient tous partie de l'Institut Tony Blair en disant : « Au cours des neuf dernières années, nous avons construit une famille d'organisations qui emploient ensemble près de 200 personnes ; ont travaillé dans plus de 30 pays; et ont produit des réalisations réelles et durables. Je suis très fier de l'engagement et de l'impact des personnes avec qui j'ai eu le privilège de travaillerTony Blair Announcement on New Organisation.